# 捷尔诺波尔圣母无玷始胎主教座堂
特諾皮爾圣母无玷始胎主教座堂（羅馬化：Ternopilskyi kafedralnyi sobor）前身为罗马天主教道明会圣文生堂，现在属于乌克兰希腊礼天主教会的乌克兰希腊礼天主教捷尔诺波尔-兹博罗夫总教区，位于乌克兰特諾皮爾，建于18世纪中叶，为晚期巴洛克风格，是特諾皮爾的标志性景观之一。

## 历史
这座教堂由August Moszyński设计，内部由斯坦尼斯瓦夫·斯特羅因斯基绘制，而中堂侧壁的壁画则由约泽夫·乔尼基绘制。雕塑由塞巴斯蒂安·费辛格完成。该堂始建于1749年，三十年后完工。建筑一完工，当时特諾皮爾的城主、波兰大亨Józef Potocki就将教堂交给了道明会。修士们在教堂旁边建起两层的修道院，中间建了一个舒适的意大利庭院。今天，这是一个单独的景点。
在19世纪上半叶，教堂建筑属于耶稣会修士，他们在修道院内开设了学校。然而，道明会于1903年收回了修道院，并修复了已经朽坏的天主教堂。特别是，他们建造了一座新的穹顶，修复了原有的壁画，并用新的绘画装饰墙壁，在建筑师Władysław Sadłowski的指导下，安装了管风琴和另一个祭坛。
1851年10月20日至22日，皇帝弗朗茨·约瑟夫一世在特諾皮爾的道明会教堂举行了一次正式会议。
在第二次世界大战期间，道明会教堂和整个城市一样，遭到严重破坏。战后恢复原状。在苏联时期，教堂建筑被用作美术馆，直到1989年，教堂才重新开放，移交给希腊天主教会，并更名为圣母无玷始胎主教座堂。